# HC Zevenbergen
Hockeyclub Zevenbergen is een hockeyvereniging uit Zevenbergen.
De vereniging is opgericht in 1978. De vereniging speelt op sportpark "De Meeren" waar het de beschikking heeft over twee velden en een clubhuis. Het tenue bestaat uit een rood shirt met een donkerblauwe broek/rok en rode kousen.